# Terceiro Néfi
O Terceiro Néfi é um dos livros que compõem o Livro de Mormon.
É considerado o livro mais importante do Livro de Mórmon, por conter o relato da visita do Salvador aos antigos habitantes das Américas, bem como seu Evangelho apresentado nos mesmos moldes em que Ele próprio o apresentou aos Judeus, durante seu ministério mortal.